# Pogonomyrmex
Pogonomyrmex é um gênero de insetos, pertencente a família Formicidae.

## Espécies
- P. anergismus – Cole, 1954
- P. badius
- P. barbatus
- P. californicus
- P. colei
- P. maricopa
- P. occidentalis
- P. rugosus